# Carnifex (banda)
Carnifex é uma banda de deathcore americana de San Diego, Califórnia formada em 2005. A banda atualmente assinou contrato com a Victory Records e lançaram cinco álbuns de estúdio. O nome da banda é derivado da palavra do Latim que significa, "carrasco". A banda inicialmente apresentava um estilo  musical que era classificado como deathcore, mas nos últimos álbuns a banda tem apresentado mais influências no black metal, o cantor da banda,Scott Lewis disse em uma entrevista da Impericon disse preferir o gênero á death metal.

## História

### Formação e primeiras gravações (2005–2006)
Carnifex foi formada durante o final de 2005 em Fallbrook, Califórnia, com uma programação de gravação de Scott Lewis (vocal), Cameron Shawn (bateria), Rick James (guitarra) e Kevin Vargas (baixo). O demo auto-intitulado foi gravado e lançado com cinco faixas e distribuído através da gravadora Enclave Records, feito com a banda emo intenção de buscar um acordo maior de registro. Em setembro de 2006, Rick James e Kevin Vargas esquerda. Pouco tempo depois, Steve McMahon juntou-se no baixo, assim como Travis Whiting na guitarra.
Carnifex lançou um EP antes do final de 2006, intitulado Love Lies in Ashes, que foi lançado através da Enclave Records. Foi vendido exclusivamente nos shows da banda, também em lojas online, e no iTunes. Mais tarde a banda começou a trabalhar em seu álbum de estreia Dead in My Arms.

### Dead in My Arms(2007–2008)
Carnifex assinou com a gravadora This City Is Burning Records em março de 2007 e gravou seu álbum de estréia Dead in My Arms, com outro membro da mudança. A banda que ainda era um grupo de 4 pessoas, mas com o atual guitarrista Cory Arford substituindo Rick James, em março de 2007. A formação durante a gravação do Dead in My Arms foi Scott Lewis (vocal), Shawn Cameron (bateria), Cory Arford (guitarra) e Steve McMahon (baixo).
Dead In My Arms foi lançado em 12 de julho de 2007. Carnifex começou a excursionar em tempo integral com o lançamento deste álbum. O guitarrista Touring Jake Anderson foi recrutado como segundo guitarrista em julho de 2007 até novembro. Durante este tempo, a banda encontrou-se em turnê com as bandas Emmure, Whitechapel, MyBride MyChildren entre outros. O sucesso razoável de Dead In My Arms, e a prevalência do gênero deathcore como um todo, atraiu a atenção da gravadora Victory Records. Em novembro de 2007, após a saída de Steve McMahon (baixo) e Anderson Jake (guitarra), a banda assinou um contrato com a Victory Records  com os membros atuais agora Fred Calderon (baixo) e Ryan Gudmunds (guitarra).

### The Diseased and the Poisoned(2008–2009)
O segundo álbum da banda, The Diseased and the Poisoned foi lançado em 24 de junho de 2008, e alcançou a posição #19 na Billboard Top Heatseekers. Desde o lançamento de The Diseased and the Poisoned a banda percorreu mais de 22 países com bandas como The Black Dahlia Murder, Despised Icon, Obituary, Unleashed, Finntroll, Warbringer, Parkway Drive, Unearth, Architects, Whitechapel, Protest the Hero, Bleeding Through, Darkest Hour, e Impending Doom.

### Hell Chose MeeUntil I Feel Nothing(2009–presente)
Em 28 de novembro de 2009, a banda terminou a gravação de seu terceiro álbum intitulado Hell Chose Me , que foi lançado em 16 de fevereiro de 2010. O disco vendeu mais de 3.100 cópias em sua primeira semana de vendas nos Estados Unidos. A banda participou da turnê Summer Slaughter  em apoio ao álbum e também fez uma turnê com as bandas Unearth, All That Remains e As I Lay Dying em setembro de 2010. Em 26 de janeiro de 2011, o vocalista, Lewis anunciou, que a banda estava no processo de escrever um novo Álbum;. Nós estamos trabalhando duro no novo álbum sabemos que todos gostaram do "Hell Chose Me" decidi em melhorar esse novo álbum em todos os aspectos deixando o mais pesado, mais escuro e mais obscuro em todos os sentidos. Em 03 de fevereiro de 2011, a banda embarcou em uma turnê nos EUA completa apelidado os nomes Names Mean Nothing  a banda foi apoiada pelas bandas de metal extremo, Oceano, The Tony Danza Tapdance Extravaganza e Within the Ruins.
Em 24 agosto de 2011, Lewis fez outro anúncio, confirmando que o título do novo álbum seria Until I Feel Nothing. Ele afirmou que o som deste álbum foi inspirado ao ouvir os três álbuns de estúdio da banda e se sentiu como uma combinação de todos o seu estilo para uma gravação.

### Hiato (2012)
Em 9 de outubro de 2012, Lewis anunciou na página da banda no Facebook que a banda estaria fazendo seus últimos três shows na Califórnia. Ele declarou especificamente que todos os membros ainda eram membros e que não havia nenhum conflito entre eles. Lewis também afirmou que ele não têm certeza do futuro da banda.

## Integrantes
| Atuais - Shawn Cameron – bateria, teclados (2005-presente) - Scott Lewis – vocal (2005-presente) - Cory Arford – guitarra (2007–presente) - Fred Calderon – baixo (2007–presente) - Jordan Lockrey – guitars (2013–present) | Ex-integrantes - Rick James – guitarra (2005–2007) - Kevin Vargas – baixo (2005–2006) - Steve McMahon – baixo (2006–2007) - Travis Whiting – guitarra (2006) - Jake Anderson – guitarra (2007) - Ryan Gudmunds – guitarra (2007-2012) |

## Discografia
Álbuns de estúdio
- Dead in My Arms (This City Is Burning, 2007)
- The Diseased and the Poisoned (Victory Records|Victory, 2008)
- Hell Chose Me -  (Victory, 2010)
- Until I Feel Nothing (Victory, 2011)
- Die Without Hope (Nuclear Blast, 2014)
- Slow Death (Nuclear Blast 2016)

EPs
- Love Lies in Ashes (This City Is Burning, 2007)

Demos
- Carnifex (Enclave, 2006)

## Videografia
| Ano  | Titúlo                 | Diretor        |
| ---- | ---------------------- | -------------- |
| 2007 | "Lie to My Face"       | Robby Starbuck |
| 2008 | "Answers in Mourning"  | Scott Hansen   |
| 2010 | "Hell Chose Me"        | Jacob Avignone |
| 2010 | "Sorrowspell"          | Jacob Avignone |
| 2011 | "Until I Feel Nothing" | Scott Hansen   |
| 2014 | "Die Without Hope"     | Shan Dan       |